# Karaops jenniferae
Karaops jenniferae là một loài nhện trong họ Selenopidae. Loài này phân bố ở Úc.
Loài này thuộc chi Karaops. Karaops jenniferae được Sarah C. Crews & Harvey miêu tả năm 2011.